# Ceriagrion annulatum
Ceriagrion annulatum är en trollsländeart som beskrevs av Fraser 1955. Ceriagrion annulatum ingår i släktet Ceriagrion och familjen dammflicksländor. IUCN kategoriserar arten globalt som livskraftig. Inga underarter finns listade i Catalogue of Life.